# سام نیوفیلد
سام نیوفیلد (انگلیسی: Sam Newfield؛ ‏ ۶ دسامبر ۱۸۹۹ – ۱۰ نوامبر ۱۹۶۴) یک کارگردان فیلم اهل ایالات متحده آمریکا بود.
او رکورددارِ «ساخت بیشترین فیلم در یک سال» است به نحوی که در سال ۱۹۳۸ میلادی، ۱۷ فیلم وسترن ارزان‌قیمت و درجه دو را برای ۸ استودیوی فیلم‌سازی کارگردانی کرد.
از فیلم‌هایی که وی در آن‌ها نقش داشته است، می‌توان به دلبر افسونگر جنگل اشاره نمود.